# Walter J. Cookson
Pour les articles homonymes, voir Walter Cookson et Cookson.
Walter J. Cookson (17 avril 1876-11 juin 1936) est un homme politique républicain et maire de Worcester dans le Massachusetts en 1936.
Cookson entame sa carrière publique en servant plusieurs années dans les Comités scolaires. Peu de temps après son élection à la mairie, il meurt d'une attaque cardiaque dans sa chambre d'hôtel à Cleveland durant la Convention républicaine menant à l'Élection présidentielle américaine de 1936. 
Le parc Cookson Field du College of Holy Cross est nommé en son honneur.